# 더 베로니카스
더 베로니카스(영어: The Veronicas)는 오스트레일리아의 팝 듀오이다. 멤버는 쌍둥이 자매인 제시카 오리글리아소와 리사 오리글리아소가 구성된 더 베로니카스는 2004년에 결성하였으며, 2005년 더 베로니카스의 첫 정규 앨범 The Secret Life of...을 발매하는데, 호주 차트에서 2위를 달성하였고, 28만장 이상 팔려 플래티넘 인증을 4번이나 받았다. 이 앨범 중 5개의 곡이 싱글로 발매되었는데, 그 중 3개의 곡이 호주 주간 차트에서 10위권에 진입하였다. 2007년 두번째 정규 앨범 Hook Me Up을 발매하였는데, 이 앨범 또한 호주 주간 차트에서 2위를 달성하였고, 14만장 이상 판매되어 2번의 플래티넘 인증을 받았다. 4개의 싱글을 발매했으며, 모두 호주 차트 10위권에 진입하였고, 싱글 "Untouched"는 호주 국내 뿐만 아니라 미국, 영국과 같은 국외 시장에서도 성공을 거두었다. 2014년 11월 긴 휴식기를 거치고 그들의 이름을 딴 세번째 앨범 The Veronicas를 발매하였다. 첫번째 싱글 "You Ruin Me"는 영국 차트와 미국 차트에 오르기도 하였다.

## 음반 목록
- The Secret Life of... (2005)
- Hook Me Up (2007)
- The Veronicas (2014)
- Human (2020)